# Nazim Suleymanov
Nazim Suleymanov (en azéri : Nazim Süleymanov), né le 17 février 1965 à Sumgayit en Azerbaïdjan, est un footballeur international azerbaïdjanais, devenu entraîneur à l'issue de sa carrière, qui évoluait au poste d'attaquant.

## Biographie

### Carrière de joueur
Nazim Suleymanov dispute deux matchs en Ligue des champions, pour un but inscrit, et 5 matchs en Coupe de l'UEFA,.

### Carrière internationale
Nazim Suleymanov compte 24 sélections et 5 buts avec l'équipe d'Azerbaïdjan entre 1992 et 1998. 
Il est convoqué pour la première fois par le sélectionneur national Alakbar Mammadov pour un match amical contre la Géorgie le 17 septembre 1992, où il marque ses deux premiers buts en sélection (défaite 6-3). Il reçoit sa dernière sélection le 14 octobre 1998 contre le Liechtenstein (défaite 2-1).

## Statistiques
| Saison                | Club                       | Championnat           | Championnat | Championnat | Coupe(s) nationale(s) | Coupe(s) nationale(s) | Compétition(s) continentale(s) | Compétition(s) continentale(s) | Compétition(s) continentale(s) | Total | Total |
| Saison                | Club                       | Division              | M.          | B.          | M.                    | B.                    | Comp.                          | M.                             | B.                             | M.    | B.    |
| 1983                  | Neftchi Bakou              | D1                    | 1           | 0           | -                     | -                     | -                              | -                              | -                              | 1     | 0     |
| 1984                  | Neftchi Bakou              | D1                    | 23          | 1           | 1                     | 0                     | -                              | -                              | -                              | 24    | 1     |
| 1985                  | Neftchi Bakou              | D1                    | 29          | 1           | 1                     | 0                     | -                              | -                              | -                              | 30    | 1     |
| 1986                  | Neftchi Bakou              | D1                    | 25          | 4           | 3                     | 1                     | -                              | -                              | -                              | 28    | 5     |
| 1987                  | Neftchi Bakou              | D1                    | 21          | 6           | 8                     | 6                     | -                              | -                              | -                              | 29    | 12    |
| 1988                  | Neftchi Bakou              | D1                    | 27          | 5           | 12                    | 3                     | -                              | -                              | -                              | 39    | 8     |
| 1989                  | Neftchi Bakou              | D2                    | 41          | 6           | -                     | -                     | -                              | -                              | -                              | 41    | 6     |
| 1990                  | Neftchi Bakou              | D2                    | 16          | 5           | -                     | -                     | -                              | -                              | -                              | 16    | 5     |
| Sous-total            | Sous-total                 | Sous-total            | 183         | 28          | 25                    | 10                    | -                              | -                              | -                              | 208   | 38    |
| 1990                  | Spartak Moscou             | D1                    | -           | -           | -                     | -                     | -                              | -                              | -                              | 0     | 0     |
| Sous-total            | Sous-total                 | Sous-total            | -           | -           | -                     | -                     | -                              | -                              | -                              | 0     | 0     |
| 1991                  | Spartak Vladikavkaz        | D1                    | 28          | 13          | -                     | -                     | -                              | -                              | -                              | 28    | 13    |
| 1992                  | Spartak Vladikavkaz        | D1                    | 26          | 12          | -                     | -                     | -                              | -                              | -                              | 26    | 12    |
| 1993                  | Spartak Vladikavkaz        | D1                    | 31          | 14          | 2                     | 3                     | C3                             | 2                              | 0                              | 35    | 17    |
| 1994                  | Spartak Vladikavkaz        | D1                    | 19          | 6           | 1                     | 0                     | -                              | -                              | -                              | 20    | 6     |
| 1995                  | Spartak-Alania Vladikavkaz | D1                    | 13          | 4           | 3                     | 2                     | C3                             | 1                              | 0                              | 17    | 6     |
| 1996                  | Spartak-Alania Vladikavkaz | D1                    | 25          | 11          | 1                     | 0                     | C1+C3                          | 2+2                            | 1+0                            | 30    | 12    |
| Sous-total            | Sous-total                 | Sous-total            | 142         | 60          | 7                     | 5                     | -                              | 7                              | 1                              | 156   | 66    |
| 1997                  | Jemtchoujina Sotchi        | D1                    | 26          | 2           | 1                     | 0                     | -                              | -                              | -                              | 27    | 2     |
| 1998                  | Jemtchoujina Sotchi        | D1                    | 10          | 1           | 1                     | 0                     | -                              | -                              | -                              | 11    | 1     |
| 2000                  | Jemtchoujina Sotchi        | D2                    | 31          | 10          | 2                     | 2                     | -                              | -                              | -                              | 33    | 12    |
| Sous-total            | Sous-total                 | Sous-total            | 67          | 13          | 4                     | 2                     | -                              | -                              | -                              | 71    | 15    |
| Total sur la carrière | Total sur la carrière      | Total sur la carrière | 392         | 101         | 36                    | 17                    | -                              | 7                              | 1                              | 435   | 119   |

## Palmarès
- Avec le Spartak-Alania Vladikavkaz
  - Champion de Russie en 1995